# Encuadernador

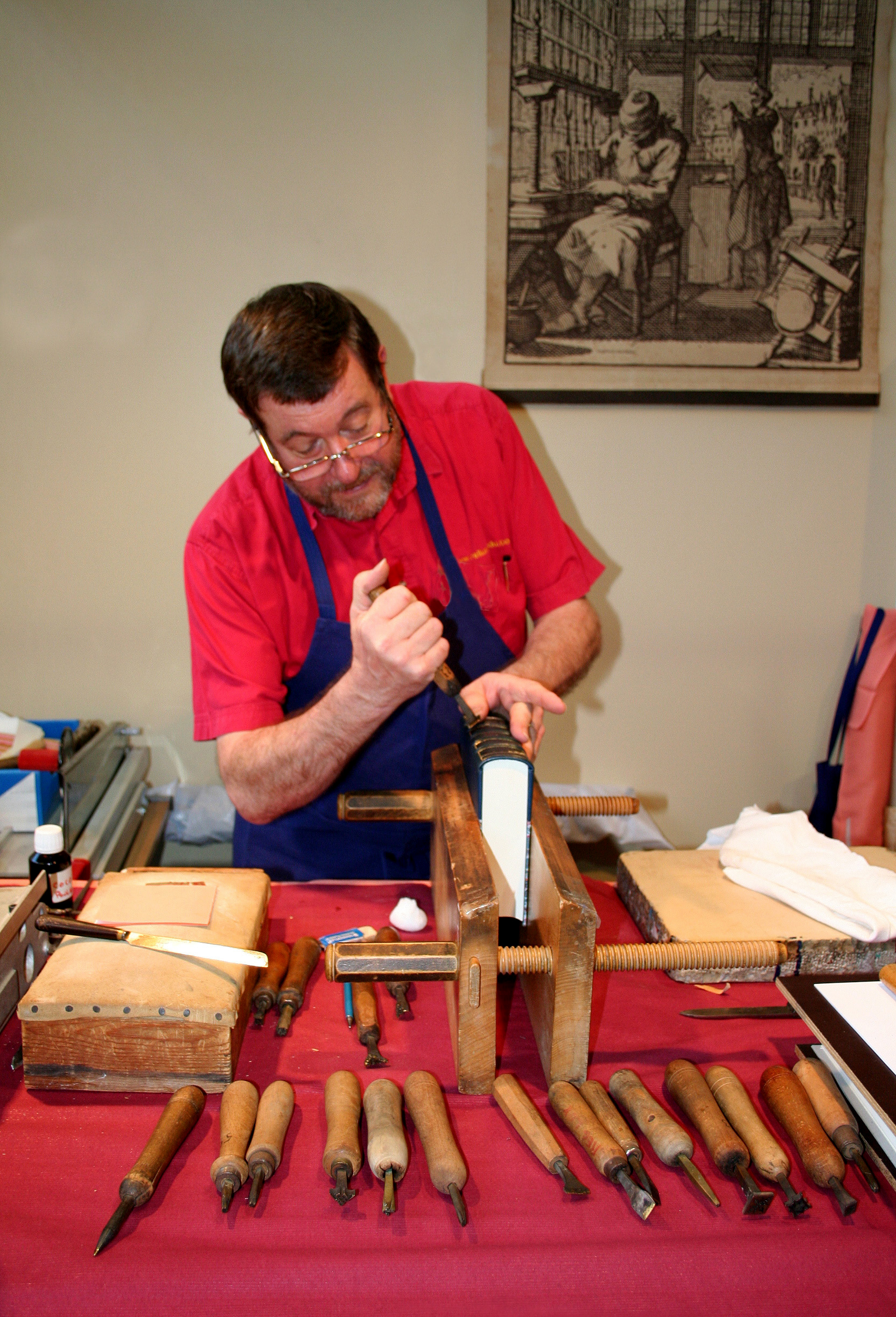
Encuadernador

Se llama encuadernador a la persona que tiene por oficio la encuadernación de manuscritos, códices o libros de manera artesanal aplicando técnicas tradicionales (desencuadernar, preparar y cuadrar cuadernillos) o modernas (encolar, encartonar cubiertas). 

## Descripción
El encuadernador parte de las páginas impresas de una obra bien sueltas, bien formando cuadernillos y le añade una cubierta exterior rígida utilizando diferentes materiales y maquinaria. 

En primer lugar, ordena numéricamente las hojas o cuadernillos impresos y corta sus bordes mediante guillotina para unificar su tamaño y formar un bloque homogéneo. Luego, añade las hojas superior e inferior que formarán el comienzo y final de la obra. Cose o pega las páginas que forman el libro junto con las hojas finales y las introduce en una prensa para aglutinarlas y ajustar su altura. 

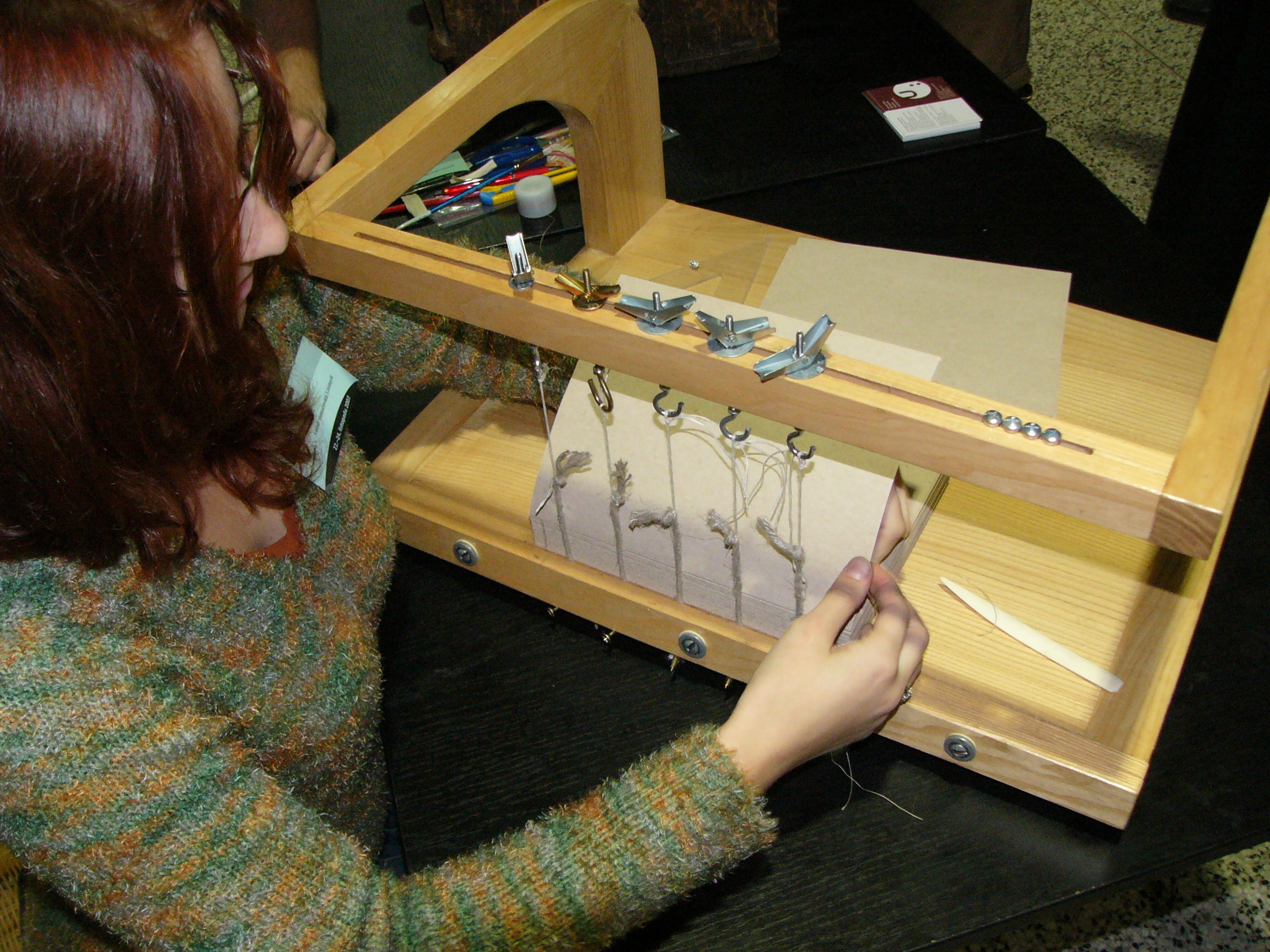
Cosido de las hojas

Seguidamente, mide y corta las piezas base para la encuadernación. Según el material utilizado, se hablará de encuadernación en rústica (a base de papel o cartulina), cartoné (a base de cartón) o en piel. Introduce el bloque en el molde que le confiere la forma convexa característica y necesaria para añadir el lomo. Aplica cola en el lomo a mano o mecánicamente para añadirlo al conjunto de hojas y le añade la pieza de tela interior.

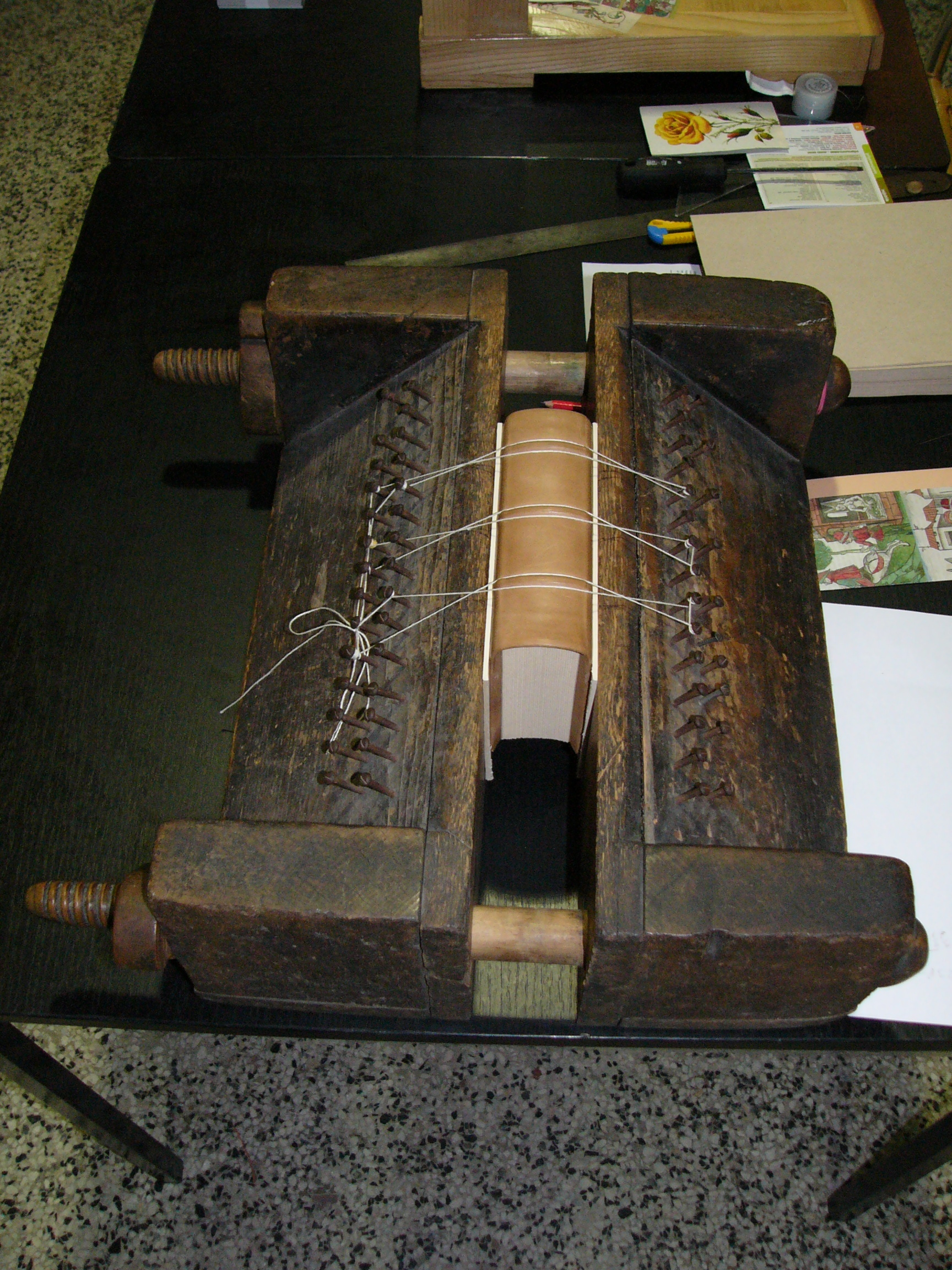
Prensa en que se encola el bloque

La siguiente fase consiste en la elaboración y añadido de las tapas del libro. Para ello, corta el material seleccionado a la medida de la obra utilizando cúter o cizalla. Luego, corta el material de cobertura de acuerdo a las medidas del libro (tela, piel, etc.) y lo pega a la base de forma manual o ayudado por maquinaria. El bloque ya formado pasa por una prensa en la que se fija la cola formando una obra unitaria. 
Ocasionalmente, el encuadernador imprime o estampa en oro, plata u otros colores el título del libro u otros motivos decorativos en la tapa y el lomo. Eventualmente, por motivos comerciales puede aplicar color a los bordes de las páginas utilizando una almohadilla, un cepillo o un difusor.
Un encuadernador puede especializarse también en la reparación de volúmenes antiguos para lo cual realiza una o varias de las acciones descritas anteriormente.